# Vollrath Vogelmann
Vollrath Vogelmann (* 5. Februar 1808 in Wertheim; † 17. Juli 1871 in Bad Homburg) war ein badischer Beamter, der von 1860 bis 1866 Finanzminister des Großherzogtums Baden war.

## Herkunft und Familie
Sein Vater stammte aus Schwäbisch Hall und arbeitete seit 1794 in Wertheim, zuletzt als Verwalter des Chorstifts Wertheim. 1836 heiratete er Sophie Günther, mit der er drei Söhne und zwei Töchter hatte.

## Leben
1818 bis 1825 besuchte Vogelmann das Gymnasium in Wertheim. 1826 begann er ein Studium der Kameralwissenschaften mit Schwerpunkt Forstwissenschaft an der Eberhard Karls Universität Tübingen. Erste Praxiserfahrung konnte er bereits während des Studiums als Forstgehilfe in Pfalzgrafenweiler sammeln. Die staatswirtschaftliche Fakultät Tübingen prämierte 1827 seine Abhandlung über Waldweide und Waldstreu. 1827 wechselte er an die Ruprecht-Karls-Universität Heidelberg. Im Oktober 1829 legte er das Staatsexamen ab und wurde im März 1830 als Kammeralpraktikant angestellt und trat eine Stelle in Tengen an, bis er im November 1831 zur Domänenverwaltung in Konstanz wechselte. Im September 1832 wurde er Privatsekretär beim Erbprinzen Adolf zu Löwenstein-Wertheim-Freudenberg. 1834 wurde Vogelmann in Tübingen zum Doktor der Staatswissenschaft promoviert.

### Im Innenministerium
Im November 1834 wurde Vogelmann Ministerialsekretär der evangelischen Kirchensektion. Im Dezember 1835 wurde er zum Ministerialassessor und im Februar 1838 zum Ministerialrat befördert. In der Kirchensektion befasste er sich insbesondere mit der Umsetzung der Zehntablösung in Baden und publizierte hierzu 1838 eine Abhandlung. Im März 1842 wurde er Ministerialrat im eigentlichen Innenministerium.

### Im Kriegsministerium
Im August 1847 wurde Vogelmann in das von Karl Wilhelm Eugen von Freydorf geleitete Kriegsministerium versetzt und zum Geheimen Kriegsrat befördert. Am 2. April wurde er Oberintendant des VIII. Armee-Korps des Deutschen Bundes. Am 26. April 1848 traf er in Freiburg im Breisgau ein, das zwei Tage zuvor von Truppen dieses Corps gestürmt worden war (Sturm auf Freiburg). Im Auftrag des Corps-Kommandanten Prinz Friedrich von Württemberg organisierte Vogelmann die Versorgung der Verwundeten.
Während der Badischen Revolution legte er nach der Militärmeuterei vom Mai 1849 legte er sein Amt nieder und zog sich auf sein Hofgut bei Baden-Baden zurück, da er der Badischen Revolutionsregierung nicht dienen wollte. Am 23. Juni 1849 (nach dem Gefecht bei Waghäusel) wurde Vogelmann von der großherzoglichen Regierung wieder in das Kriegsministerium berufen und mit der Organisation aller Militärspitäler beauftragt. 1849/50 war er an den Verhandlungen des Großherzogtums mit Preußen über die Besatzungskosten und die temporäre Verlegung badischer Truppenkontingente in preußische Standorte beteiligt. Den neuen Kriegsminister, August von Roggenbach, unterstützte er bei der Reorganisation der badischen Armee. 1953 veröffentlichte Vogelmann ein Handbuch für Offiziere und Kriegsbeamte. Nach Roggenbachs Tod im April 1854 ersuchte Vogelmann um seine Versetzung in ein ziviles Ministerium. Der neue Kriegsminister, Damian Ludwig, gab diesem Wunsch aber erst im Mai 1856 nach.

### Im Finanzministerium
Im Mai 1856 wechselte Vogelmann als erster Rat in das von Franz Anton Regenauer geleitete Finanzministerium.
Ende 1856 vertrat er das Großherzogtum in Wien auf der dort tagenden Münzkonferenz, die im Januar 1856 zum Vertragsabschluss führte. Nach dem Sturz des Kabinetts Stengel wurde Vogelmann im April 1860 zum Geheimen Rat II. Klasse und Präsidenten des Finanzministeriums im Kabinett Stabel ernannt. Am 7. Oktober 1862 folgte die Ernennung zum Staatsrat. Die solide Haushaltsführung seiner Vorgänger ermöglichte ihm 1863 diverse Steuersenkungen einzuleiten. Er organisierte die Finanzierung des Eisenbahnnetzes mit Hilfe von Anleihen. Nachdem sich der Konflikt zwischen Preußen und Österreich zuspitzte und Baden sich mit der Mehrheit der Staaten des Deutschen Bundes auf Seiten Österreichs auf den Krieg vorbereitete, war es Vogelmanns Aufgabe die Finanzierung der Kriegskosten durch eine Zwangsanleihe einzuleiten.
Nach der Niederlage Österreichs und seiner Verbündeten im Deutschen Krieg von 1866 wurde das gesamte Kabinett Stabel wegen seiner Österreich freundlichen Politik am 23. Juli 1866 entlassen und durch das Kabinett Mathy ersetzt, wobei Karl Mathy selbst auch das Finanzministerium übernahm. Am 27. Juli 1866 wurde Vogelmann in den Ruhestand versetzt.

### Der Abgeordnete
1839 wurde Vogelmann zum Abgeordneten der zweiten Kammer der badischen Ständeversammlung gewählt, wo er den Wahlbezirk der Ämter Wertheim und Walldürn vertrat (siehe auch Liste der Mitglieder der Badischen Ständeversammlung 1839 und 1840). Dieses Mandat wurde jeweils erneuert, bis er es 1848 niederlegte. 1850 wurde er nochmals als Abgeordneter gewählt, wobei er nun den Wahlbezirk der Ämter Baden-Baden, Gernsbach und Steinbach vertrat. Im Oktober 1851 legte er sein Abgeordnetenmandat wegen Arbeitsüberlastung nieder.
Vogelmann befasste sich auch als Abgeordneter insbesondere mit der Zehntablösung in Baden.

### Weitere Funktionen
1835 wirkte er bei der Gründung der Allgemeinen Versorgungsanstalt im Großherzogthum Baden mit in deren Verwaltungsrat er 1836 berufen wurde. 1864 wurde er noch Präsident des Ausschusses dieser Anstalt.
Seit 1833 wirkte Vogelmann als Mitglied im badischen landwirtschaftlichen Verein und wurde 1840 Präsident des Vereins. Zu Beginn des Jahres 1852 war er noch um die Neufassung der Statuten des Vereins besorgt und im Oktober 1852 legte er das Amt des Präsidenten des Vereins nieder, das er 12 Jahre ausgeübt hatte.
1847 wurde er Sekretär und Schatzmeister des Militär-Karl-Friedrich-Verdienstordens.

### Im Ruhestand
Während des Deutsch-Französischen Krieges organisierte er 1870 in Durlach ein Militärhospital. 1871 begab er sich gesundheitlich angeschlagen zur Kur nach Bad Homburg, wo er am 17. Juli 1871 – kurz nach seiner Ankunft – an einem Herzschlag verstarb. Er wurde auf dem Alten Friedhof in Karlsruhe beigesetzt.

## Ehrungen
Vogelmann erhielt 1849 den preußischen Roten Adlerorden III. Klasse. 1865 erhielt das Kommandeurskreuz I. Klasse des Ordens vom Zähringer Löwen.

## Schriften
- Vortrag über die Hackwaldwirthschaft. In: Correspondenzblatt des königlich würtembergischen landwirthschaftlichen Vereins, Band 27, Stuttgart und Tübingen 1835, S. 241–269 Google-Digitalisat
- Thesen welche zur Erlangung der Würde eines Doctors der Staatswirthschaft ... Tübingen 1834 Google-Digitalisat
- Die Zehnt-Ablösung im Grossherzogthum Baden, ihr Fortgang und ihre Folgen. Nebst dem Zehntgesetz und allen Vollzugsverordnungen und Instruktionen. Karlsruhe 1838 Google-Digitalisat
- H. W. Pabst, V. Vogelmann (Herausgeber): Amtlicher Bericht über die Versammlung deutscher Landwirthe zu Karlsruhe im September 1837, Karlsruhe 1839 Google-Digitalisat
- Ueber die geschossenen Hofgüter des badischen Schwarzwaldes. In: Karl Heinrich Rau (Herausgeber): Archiv der politischen Oekonomie und Polizeiwissenschaft, Band 4, Heidelberg 1840, S. 1–26 Google-Digitalisat
- Mittheilungen über den badischen Bergbau., insbesondere über die, durch den badischen Bergwerksverein erzielten Resultate. In: Karl Heinrich Rau (Herausgeber): Archiv der politischen Oekonomie und Polizeiwissenschaft, Band 4, Heidelberg 1840, S. 389–400 Google-Digitalisat
- Ueber den Ursprung und die Natur der Leibgedingsgüter in der ehemaligen Churpfalz. In: Karl Heinrich Rau (Herausgeber): Archiv der politischen Oekonomie und Polizeiwissenschaft, Band 5, Heidelberg 1843, S. 137–155 Google-Digitalisat
- Einige Worte über Darleihen, welche durch jährlich gleiche Zahlungen auf Capital und Zins nach Umlauf einer bestimmten Reihe von Jahren getilgt werden. In: Karl Heinrich Rau (Herausgeber): Archiv der politischen Oekonomie und Polizeiwissenschaft, Band 5, Heidelberg 1843, S. 299–315 Google-Digitalisat
- Der Hanfbau im Grossherzogthum Baden. Karlsruhe 1840 Google-Digitalisat
- V. Vogelmann (Herausgeber): Die Pferdezucht im Großherzogthum Baden, Karlsruhe 1843 Google-Digitalisat
- Die badische Militär-Verwaltung: Als Handbuch für Offiziere und Kriegsbeamte, Karlsruhe 1853 Google-Digitalisat
- Das Gesetz über die Bewässerungs- und Entwässerungsanlagen im Großherzogthum Baden : mit Erläuterungen und mit Belehrungen für den Vollzug, Karlsruhe 1851 Google-Digitalisat
- Die Forstpolizei-Gesetzgebung bezüglich der Privatwaldungen im Großherzogthum Baden : mit einer forst- und landwirthschaftlichen Beleuchtung der geschlossenen Hofgüter des Schwarzwaldes, Karlsruhe 1871 Digitalisat
- Die Reutberge des Schwarzwaldes. 2. Auflage, Karlsruhe 1871 Google-Digitalisat